# 潘智鍵
潘智鍵（英語：Gary Poon Chi-kin），前屯門社區網絡主席，前香港屯門區議會翠興選區議員。目前定居加拿大多倫多。

## 求學時期
潘智鍵在2012年反德育及國民教育科事件後，曾加入學民思潮，2015年退出。 大學時期就讀香港中文大學聯合書院，主修政治與行政學系。曾擔任中大學生會屬下團體委員會署理主席，處理校內學會申請事宜。期間校方職員曾嘗試向潘索取「香港獨立研究學會」的註冊資料，但潘以該會符合相關章則為由拒絕。

## 從政生涯

### 2019年區議會選舉
潘曾以九龍角落成員身份於油尖旺區及深水埗區開展地區工作，但於2018年4月17日在個人Facebook專頁宣布退出九龍角落；隨即加入屯門社區網絡，轉到屯門翠興選區開展地區工作，計劃挑戰時任區議員實政圓桌的朱耀華。。曾在母親節派花活動前（2019年5月11日晚）遭人破壞已設置的7枝直幡。
2019年10月4日潘向選舉事務處遞交提名，正式參選2019年區議會選舉。 10月31日獲時任屯門區民政專員、選舉主任馮雅慧確認，成為該區1號候選人。 最終潘智鍵取得六成選票當選，終結朱耀華25年該區的議員生涯。
| 政党   | 政党         | 候选人    | 票数  | %     | ±      |
| ------ | ------------ | --------- | ----- | ----- | ------ |
|        | 屯門社區網絡 | ①. 潘智鍵 | 4,662 | 60.62 | 不適用 |
|        | 實政圓桌     | ②. 朱耀華 | 3,028 | 39.38 | 不適用 |
| 多数票 | 多数票       | 多数票    | 1,634 | 21.25 | 不適用 |

### 屯門社區網絡主席
2019年12月21日，屯門社區網絡宣佈已通過新會章，選出候任屯門區議員潘智鍵，接替創會以來擔任召集人的黃丹晴，成為屯門社區網絡新一任主席。

### 議會工作
2019年2月10日，潘於個人Facebook專頁宣佈當選成為屯門區議會交通及運輸委員會主席；於2月24日首次會議上再被選為委員會轄下元朗、屯門區議會交通及運輸聯席工作小組的屯門召集人，負責與元朗區議會交通及運輸委員會合作交流。
2019年2月27日，潘在屯門區議會公民權利地區發展委員會（因應民政事務總署建議，此委員會只討論屯門區內公民權利相關事宜）第一次會議上當選為新設「連儂牆建設及管理工作小組」召集人。

## 外部連結
- 屯門區議會 - 屯門區議會議員資料 潘智鍵先生（页面存档备份，存于）

| 議會席位                | 議會席位                                              | 議會席位 |
| ----------------------- | ----------------------------------------------------- | -------- |
| 前任： 朱耀華           | 屯門區議會 翠興選區區議員 2020年1月1日－2021年10月7日 | 空缺     |
| 政黨職務                |                                                       |          |
| 前任： 黃丹晴（召集人） | 屯門社區網絡領導人 2019年12月17日—2021年9月30日       | 空缺     |